# 김도일
김도일(金道一, Kim Douil, 1960년 2월 14일 ~ )은 대한민국의 신학교수이며 개신교 목사로 대한예수교장로회(통합) 소속이다. 장로회신학대학교에서 기독교 교육학 교수를 역임하고 은퇴하였다. 한국기독교교육학회에서 26대 회장을 역임하였고 가정교회마을연구소를 창립하여 현재 공동소장, 그리고 온누리교회 석좌교수 및 협동목사이다. 기독교교육과 마을목회의 전문가로 평가받는다.

## 학력
- Biola University, 인문학 학사 (BA.&MA.)
- Princeton Theological Seminary, 교역학 석사 (M.Div.)
- Presbyterian School of Christian Education, 교육학 박사 (Ed.D.)

## 경력
- 1996-1997  롱아일랜드연합장로교회 부목사 역임
- 1997-2001  호남신학대학교 조교수 역임
- 2009-2010  한국기독교교육학회 26대 회장 역임
- 2018-현재 가정교회마을연구소 공동소장
- 2013-현재  온누리교회 석좌교수 및 협동목사
- 장로회신학대학교 기독교교육학 교수 역임
- 교육대학원장, 기획처장, 대외협력처장 역임

## 생애
김도일 교수는 김경길 장로와 김윤희 권사 사이에서 1960년 2월 14일 서울 광화문에서 태어나 군복무를 마칠 때까지 대한민국에서 생활하였다. 전 가족이 미국에 이민을 가서 생활 하던 중 나성영락교회에서 신앙생활을 하며 신앙훈련을 받았고, 그 시절 하나님의 부르심을 받아 미국 서부 캘리포니아 바이올라 대학교에서 기독교교육학으로 학사학위와 석사학위를 취득하였다. 이 즈음 그는 결혼을 하였고,  미국 동부의 프린스턴신학대학원에 입학하였다. 서부에서와 동부에서의 공부를 통해 하나님이 허락하신 좋은 스승들을 만나 공부에 심취하게 되었고 신학대학원을 마칠 무렵 여러 사역지에서 부르심을 받아 전임사역지로 나가려던 즈음에 하나님께서 공부에 대한 부르심을 확인시켜 주셨고 결국 미국 남부 버지니아주 리치몬드에 위치한 미국 장로교 기독교교육대학원(Presbyterian School of Christian Education)에 입학하여 스승인 사라 리틀(Sara P. Little) 교수에게 사사하였다. 신학과 인문사회학을 망라한 학문적 연구를 통해 학문하는 기쁨과 깊이를 더할 수 있게 된 것은 순전히 하나님이 허락하신 좋은 스승들과 폭넓은 학제 프로그램의 덕이었다. 그가 미국 동서남부에서 공부하면서 받은 영감과 통찰은 평생을 공부하는 사람으로 살게 한 특별한 은혜였다. 그는 “교육인가 신앙공동체인가?”라는 20-21세기 기독교교육학의 흐름과 중심사상을 연구함으로써 박사학위를 취득하였고, 공부가 끝나자마자 롱아일랜드 연합장로교회에서 목회사역에 심취하게 되었으며 그곳에서 행복한 사역을 하였다. 그러던 중 1997년 한국 호남신학대학교에서 기독교교육학 교수로 4년간 봉직하였다. 이후 서울 광나루 소재 장로회신학대학교에서 교수로 청빙을 받게 되어 봉직하다가 은퇴를 하게 되었다. 김도일 교수는 한국기독교교육학회의 26대 회장으로 발전을 위해 공헌하였다. 이후 가정교회마을연구소를 창립하여 동료교수들, 목회자들과 함께 가정을 살려 교회를 섬기고 지역사회 속에서 하나님나라를 건설해 나가는 데에 전력을 다하고 있다. 예수를 잘 믿는 신자는 예수의 제자로서 살아가는 가운데, 하나님이 독생자를 주시면서 까지 사랑하신 세상 속에서도 건강하고 균형잡힌 시민으로 살아야 한다는 하나님나라 신학을 펼쳐나가기 위해 최선을 다하고 있다.

## 저서 및 공저

### 박사학위논문
- Kim, Douil. "Education or Living Religiously Together: Tensions Among Tradition, Transformation, Socialization, and Teaching in the Writings of Twentieth Century Religious Educators." Presbyterian School of  Christian Education. Richmond, Virginia. U.S.A., 1996.

### 단행본
- 『교육인가 신앙공동체인가?』. 한국장로교출판사, 1998.
- 『맑은 영성 맑은 가르침』. 쿰란출판사, 2003.
- 『현대 기독교교육의 흐름과 중심사상』. 장로회신학대학교 출판부, 2010.
- 『온전성을 추구하는 기독교교육』. 장로회신학대학교 출판부, 2011.
- 『조화로운 통일을 위한 기독교교육』. 한국기독교교육학회, 2013.
- 『더불어 건강하고 행복한 생태계를 만들어가는 가정, 교회, 마을 교육공동체』.  동연, 2018.ﾠ

## 책임집필/편집
- 『21세기 동아시아의 변화와 기독교의역할』. 장로회신학대학교 출판부, 2003.
- 『미래시대, 미래세대, 미래교육』. 한국기독교교육학회, 2012, 공저.
- 『역사, 오늘로 걸어나오다』. 한국기독교교육학회, 2012. 공저.
- 『풀어쓰는 신앙교육 이야기』. 새물결플러스 출판사, 2014, 공저.
- 『참 스승: 인물로보는 한국기독교교육사상』. 새물결플러스 출판사, 2014, 공저.
- 『교회교육현장으로 나가다』. 동연, 2016, 공저.
- 『주님을 기다리며: 2016년 대림절 묵상집』. 2016. 공저.
- 『사회적 신앙인의 발자취』. 동연, 2017, 공저.
- 『제4차 산업혁명시대의 교육목회』. 동연, 2017, 공저.
- 『더불어 함께 하는 평화교육』. "노인과 함께 하는 평화교육: 갈등을 넘어 평화로." 동 『전 세대와 소통하는 선교적 교회 교육』. 동연, 2022, 공저.
- 『교회학교가 살아야 교회의 내일이 있다: 뉴노멀 시대의 기독교교육』. 동연, 2022, 공저. 책임집필.
- 『전환기에 선 교회의 변화』. 동연, 2023, 공저. 책임집필.
- 『배움과 가르침의 여정』.  동연, 2024. 제자들과 공저.

ﾠ

## 공저
- "기독교교육과 경제문제." 『기독교교육학 개론 (하)』. 한국장로교출판사, 1999. 공저.
- "종교교육협회의 창립 배경과 취지, 그리고 그 이후에 나타난 지속-반동-수정의 역사"  『기독교교육 논총 4』. 한국장로교출판사, 1999. 공저.
- "교회의 교육적 사명." 『교회란 무엇인가?』. 한국장로교출판사, 1999. 공저.
- "토마스 그룸의 저술에 대한 인식론적 비평." 『21세기 기독교교육의 과제와 전망: 고용수 교수 회갑 기념 논문집』. 예영 커뮤니케이션, 2002. 공저.
- "가르침의 본질: 권위 있는 가르침을 위한 탐구." 『장신논단』. 제 18 집. 장로회신학대학교출판부, 2002. 공저.
- "교육 커뮤니케이션의 실제." 『기독교 커뮤니케이션』. 예영 커뮤니케이션, 2004. 공저.
- "포스트모던시대의 기독교교육: 기독교교육이론의 흐름과 중심사상." 『포스트모던 시대의 기독교교육: 사미자 교수 은퇴 기념 논문집』. 장로회신학대학교 기독교교육연구원, 2006. 공저.
- "하워드 가드너의 다중지능이론과 학습자의 자리 찾아주기의 여정." 『앞서가는 가르침 깊어가는 배움』. 장로회신학대학교 교수학습개발원, 2006. 공저 및 발행.
- "평화교육의 과제와 프로그램 개발을 위한 연구." 『평화와 기독교교육』. 장신대기독교교육원, 2007. 공저.
- 『디모데전후서, 디도서』.두란노 아카데미, 2008. 공저.
- 『기독교 교육사』.도서출판 기독한교, 2008. 공저.
- 『기독교 영성교육』. 동연출판사, 2009. 공저.
- 『기독교교육에 생기를 불어넣어주는 일곱 주제: 희망』. 장로회신학대학교 기독교교육연구원, 2009. 공저.
- 『기독교교육의 새모델들: 공동체를 통한 기독교교육 모델』. 장로회신학대학교 기독 교교육연구원, 2012. 공저.
- 『오바댜 요나 미가(학습자용)』. 장로회신학대학교 출판부, 2013, 공저.
- 『다음세대 신학과 목회』. "다음세대의 생명을 살리고 번성케하는 교회교육 모델 탐구." 장로회신학대학교 출판부, 2016, 공저.ﾠ
- 『마을교회, 마을목회』. "마을사역의 땅끝, 실버세대를 주역으로." 한국장로교출판사, 2018, 공저.
- 『더불어 함께 하는 평화교육』. "노인과 함께 하는 평화교육: 갈등을 넘어 평화로." 동연, 2020, 공저. 책임편집.
- 『마을목회 개론』. 킹덤북스, 2020, 공저.
- 『행복목회의 신학과 실천』. "행복한 마을 만들기 위한 공동체 교육." 쿰란, 2021, 공저.
- 『공적복음과 공공신학』. "공공신학과 디다케." 킹덤북스, 2021, 공저.
- 『마을목회 유형별 사례와 신학적 성찰』. "지역사회와 더불어 사는 시온교회와 김영진목사의 삶과 사상." 기독교서회, 2024, 공저.

## 번역서
- 『기독교교육을 위한 교육철학』. Philosophy of Education: Issues and Options.  Michael L. Peterson. 한국장로교출판사, 1998.
- 『창조적인 말씀을 통한 기독교교육』. Creative Words. Walter Brueggemann. 한들, 1999. 공역.
- 『제자직과 시민직을 위한 기독교교육』. Education for Citizenship and Discipleship. 기독교교육학회전문연구도서(4). Mary Boys. ed. 한국장로교출판사, 1999.
- 『생명을 위한 교육』. Educating for Life. Thomas Groome. 한국장로교출판사, 2001.
- 『현대 성서주석: 빌립보서』. Interpretation: Philippians. 한국장로교출판사, 2001.
- 『현대 성서주석: 디모데 전후서/디도서』. Interpretation: 1 &2 Timothy &Titus. 한국장로교출판사, 2002.
- 『지혜를 위한 교육』. Wise Teaching. Charles Melchurt. 한국장로교출판사, 2002. 공역.
- 『권위 있는 가르침: 가르침의 권위를 세워주는 6가지 기둥』. By What Authority Do We Teach? Robert W. Pazmino. 도서출판 디모데, 2002. 공역.
- 『가르침과 종교적 상상력』. Teaching &Religious Imagination. Maria Harris. 한국장로교출판사, 2003.
- 『성경과 기독교교육』. The Bible in Christian Education. Iris Cully. 한국장로교출판사, 2004.
- 『예수의 가르침에 나타난 방법과 메시지』. The Method and Message of Jesus' Teaching. Robert Stein. 한국장로교출판사, 2004.
- 『기독교적 양육』. Christian Nurture. Horace Bushnell. 장로회신학대학교출판부, 2004.
- 『발달 주의적 시각으로 본 기독교적 양육』. Nurture that is Christian: Developmental Perspectives on Christian Education. Jim Wilhoit. ed. 쿰란출판사, 2005.
- 『종교교육사회론』. Social Theory of Religious Education. George Albert Coe. 그루터기하우스, 2006.
- 『기독교교육의 단서』. The Clue to Christian Education. Randolph Crump Miller. 솔로몬, 2011.

## 연구 논문
- "A Hermeneutical Lesson from Robert McAfee Brown." 『신학이해』. 호남신학대학교, 1998. 공저.
- "나라사랑과 기독교교육." 『교육교회』. 장로회신학대학교 기독교교육연구원, 6월호 2002.
- "A Wholistic Christian Religious Education Approach to Postmodern Challenges through the Insights of Leonard Sweet's E.P.I.C. Model." Korean Presbyterian Journal of Theology. Presbyterian College and Theological Seminary, 2005.
- "디지털시대의 기독교 영성교육." 『교회와 신학』. 가을호. 66권. 장로회신학대학교 출판부, 2006.
- "원활한 교수학습 과정을 위한 학습자의 자리 찾아주기의 여정: 하워드 가드너의 다중지능이론과 기독교교육학적 함의" 『교수학습에 관한연구보고서』. 장신대교수학습개발원 제2호, (2006.9)
- "기독교가 민족정서에 미친 영향과 기독교교육적 과제." 『교회와 신학』. 장신대 출판부, 봄호 2007.
- "Retrospect and Prospect of Christian Education in Korea." Korea Presbyterian Journal of Theology. Presbyterian College and Theological Seminary Press, 2007.
- "Walking with Emerging Leaders through Mentoring: A Way of Mission for Life, from a Christian Education Perspective." 『선교와 신학』. 22권(2008. 8. 31): 255- 290.
- "파편화된 인간상을 통합하는 기독교교육." 『기독교교육논총』. 21권. (2009. 6. 30):19-59.
- "A Search for Clues in the Perennial Tension Between Challenge and Response: Insights from Wuthnow, and Palmer."A Journal of Christian Education in Korea. vol.25, 2010: 39-59.
- "항존주의 교육철학의 재조명과 기독교교육적 함의." 『장신논단』 39권. (2010.12.30.): 379-407.
- "복음주의 양심의 회복"『장신논총』제4집 2011년. (2012. 2. 28.): 400-415.
- "남강 이승훈의 삶과 교육활동에 대한 기독교육적 고찰." 『기독교교육논총』. 38권( 2014.6. 30.) : 55-84.
- "마을목회, 마을학교에 관한 기독교교육적 고찰." 『기독교교육논총』. 제59집 (2019. 9. 30):159-194.
- "노인과 함께 하는 평화교육: 갈등을 넘어 평화로." 『선교와 신학』. 제49집 (2019.10.): 177-204.
- "지구 위기시대의 교회 환경교육." 『기독교교육정보』. 제62집 (2019. 9.): 157-186. 공저.
- "사회적 약자와 함께 하는 기독교교육." 『기독교교육논총』. 제64집 (2020.12.): 51-79.
- "그분과 함께 길을 걷다," 2022. 08. 07 – 2024. 12. 17., 『주간 기독교교육정보』, 격주 연재.
- "생존과 소멸, 정체와 번성의 기로에 선 신학대학교를 위한 기관 사역 소개: 장신대 글로컬현장교육원" 『한국신학논총』. 제22집 (2023.12.31.): 12-39. 외 다수

## 참고문헌
- 이진원, "김도일 박사의 생애와 신학", <한국의 신학자들 2>, 안명준 편집 (아벨서원, 2023), 116-147.

## 같이 보기
- 대한민국의 신학자 목록